# Институт механики Китайской академии наук
Институт механики Академии наук Китая (IMCAS) — научное учреждение в системе Академии наук Китая.

## История
В конце 1953 года в Институте математики Китайской академии наук была сформирована лаборатория механики, которую возглавил Цзянь Вэй-цзан (англ. Chien Wei-zang).
Институт был создан 16 января 1956 года. Организовывался как национальный научно-исследовательский центр в области технических наук, тематика научно-исследовательской работы охватывала различные направления теоретической и прикладной механики.
Профессор Цянь Сюэсэнь (англ. Hsue-Shen Tsien) и профессор Цзянь Вэй-цзан (англ. Wei-Zang Chien) были первыми директором и заместителем директора. Профессор Го Юнхуай (англ. Yung-Huai Kuo), в должности заместителя директора, был фактическим руководителем Института в течение длительного времени.
14 июня 1959 года Цянь представил в Академию наук доклад о необходимости для обеспечения обороноспособности страны развертывания исследовательских работ в области ракетной техники.
В октябре 1960 года была создана экспериментальная база в северном районе Пекина «Хуайжоу».
В Институте велись работы по решению проблем конструирования и тепловой защиты первого искусственного спутника Китая.
В годы культурной революции в Китае (1966—1976) в Институте вводилось военное управление (до июля 1970 года). 1 января 1978 года статус Института был официально восстановлен.

## Директоры Института
- Цянь Сюэсэнь (сентябрь 1956—1984 февраль)
- профессор Чжэн Чжэминь (англ. Cheng Chemin) (февраль 1984—1989 декабрь),
- профессор Сюэ Минлунь (англ. XUE Minglun) (декабрь 1989—1998 май)
- профессор Хун Юши (англ. HONG Youshi) (май 1998 — июнь 2006)
- С июня 2006 года директор Института — профессор Фань Цзин (англ. FAN Jing)[1].

## Настоящее время
В настоящее время в Институте 450 сотрудников, в том числе 360 специалистов и техников. Среди них 8 — члены Академии наук Китая, один — член Китайской академии инженерных наук, 63 профессора, 116 доцентов и старших инженеров.
17 сотрудников поддержаны Программой 100 талантов Китайской академии наук, 9 представлены Национальным научным фондом молодых учёных.

### Направления исследований
Институт специализируется на научных инновациях и интеграции высоких технологий в различных областях, таких как авиационно-космические технологии, океаническая и экологическая инженерия, энергетические ресурсы. Основные направления исследований:
- нано / микро масштабные механика и микросистемы,
- газовая динамика и технологии сверхзвуковых полетов,
- микрогравитация и её приложения,
- океаническая и инженерная экология,
- проблемы энергетики и транспорта,
- механика передовых производств,
- биомеханика и биоинженерия.

### Структура
Институт имеет шесть лабораторий и один научно-исследовательский центр:
- государственная лаборатория нелинейной механики (LNM),
- лаборатория высокотемпературной газовой динамики (LHD),
- Национальная лаборатория микрогравитации (NML),
- лаборатория гидродинамики и инженерной океанологии (LHO),
- лаборатория Экологической Механики (LEM),

лаборатория механики передовых производств (МАМ)
- центр исследований плазмы и горения (СПСР).